# Стефан Стоилов
Стефан Илиев Стоилов е български политик от БСП.

## Биография
През 1951 г. завършва ВИИ „Карл Маркс“, а от 1959 година работи в Икономическия институт към БАН. От 1967 до 1971 е работи в Секретариата на СИВ в Москва. През 1973 става старши научен сътрудник и директор на Икономическия институт към БАН. През 1990 година е назначен за министър без портфейл, отговарящ за проблемите на икономическата реформа. През 1998, 2000 и 2006 година е член на Висшия съвет на БСП.